# Dean Leacock
Pour les articles homonymes, voir Leacock.
 (septembre 2018).
Si vous disposez d'ouvrages ou d'articles de référence ou si vous connaissez des sites web de qualité traitant du thème abordé ici, merci de compléter l'article en donnant les références utiles à sa vérifiabilité et en les liant à la section « Notes et références ».
Dean Leacock (né le 10 juin 1984 à Londres, Angleterre) est un footballeur anglais qui évolue au club de Crawley. Il joue en défense, plus précisément arrière droit.
Lors de la saison 2007-2008, Dean Leacock a joué défenseur central pour combler les vides dus à de nombreuses blessures.

## Parcours en club
- 2001-2006 : Fulham FC -  Angleterre
- →2004 : Coventry City -  Angleterre
- →2005 : Coventry City -  Angleterre
- 2006-2012 : Derby County -  Angleterre
- 2012 : Leyton Orient -  Angleterre
- 2012-2014 : Notts County -  Angleterre
- 2014- : Crawley -  Angleterre